# 稲葉和也
稲葉 和也（いなば かずや、1963年11月15日 - ）は、日本の経営学の研究者。 博士（学術）（2014年、山口大学にて取得）。徳山大学元教授。 山口大学院教授。

## 略歴・人物
大阪府出身。1988年、明治大学政治経済学部卒業。積水化学工業勤務の後、1995年、同大学院経営学研究科博士後期課程退学、修士（経営学）取得。その後、徳山女子短期大学経営情報学科助手、徳山大学経済学部教授を歴任し、2007年山口大学大学院理工学研究科に入局。2014年同大学院同研究科システム設計工学系専攻博士後期課程学位取得修了。同大学にて博士（学術）。2010年2月、同大学院技術経営研究科教授に就任。

## 活動・研究

### 著書・共著
- 『コンビナート統合　日本の石油・石化産業の再生』（共著、化学工業日報社）
- 『日本の産業と企業　発展のダイナミズムをとらえる』（編著、有斐閣、第11章）
- 『石油化学産業と地域経済－周南コンビナートを中心として－』（編著、山川出版社、第1章）
- 『地域と企業―山口県コンビナート関連企業を中心に―』（単著、徳山大学総合経済研究所）

### 活動
- 経済史学会西日本部会にて、「戦後日本の化学会社における外国技術の導入ー日東化学、 三井石油化学、東亞合成化学の技術提携交渉を中心にー」[5]と題して発表。